# Bonprix (entreprise de distribution tunisienne)
Pour les articles homonymes, voir Bonprix.
Bonprix est une chaîne de grandes surfaces tunisienne, filiale du groupe Batam, fondée en 1998 et disparue en 2006 pour être remplacée par Champion puis Carrefour Market.

## Histoire
Bonprix est une enseigne et société de grande distribution constituée en 1998 comme filiale du groupe Batam. Entre 1998 et 2005, Bonprix devient un acteur majeur de la grande distribution en Tunisie, possédant quarante-quatre magasins répartis sur le territoire tunisien en 2005. Lorsque le groupe Batam s'enfonce dans une spirale d'endettement, remettant en cause sa capacité de redressement, l'activité de grande distribution de Batam est acquise en avril 2006 par le groupe UTIC.
La même année, la marque Bonprix disparaît au profit de Champion ; celle-ci disparaît à son tour pour devenir Carrefour Market en 2011.